# Głuchota
Głuchota – niezdolność do odbierania bodźców akustycznych.
Przyczyną głuchoty może być:
- zaburzenie przekazywania dźwięków do ucha wewnętrznego (głuchota przewodzeniowa), najczęściej w wyniku uszkodzenia błony bębenkowej lub kosteczek słuchowych;
- uszkodzenie narządu słuchu albo szlaku nerwowego (drogi słuchowej), przekazującego bodźce słuchowe do kory mózgowej (głuchota odbiorcza).

Dalszymi przyczynami głuchoty są często: zapalenie ucha środkowego; ekspozycja na nadmierny, długotrwały hałas; starzenie się komórek słuchowych i neuronów (głuchota starcza); wrodzone uszkodzenie narządu słuchu; zatrucie; otoskleroza. 
Szacuje się, że w Polsce około 100 tysięcy ludzi ma problemy ze słuchem. Trudności te są na tyle istotne, że uniemożliwiają swobodną komunikację z otoczeniem. Szacunki nie obejmują licznej grupy osób, które utraciły zdolność słyszenia z wiekiem.

## Podział głuchoty ze względu na przyczynę wad słuchu

### Głuchota wrodzona
Może być spowodowana m.in.: chorobą matki w czasie ciąży (szczególnie w pierwszych 12 tygodniach ciąży), konfliktem serologicznym, czynnikami toksycznymi uszkadzającymi płód (m.in. leki, używki) i zaburzeniami hormonalnymi.

#### Embriopatie
Jeśli głuchota jest spowodowana przez czynniki działające w pierwszym trymestrze ciąży, to takie uszkodzenia dotyczą zawiązków narządu słuchu i określa się je jako embriopatie. Wirusowe zakażenia, które mogą spowodować utratę słuchu w tym czasie to:
- opryszczka
- ospa
- świnka
- grypa
- odra
- różyczka.

#### Fetopatie
Jeśli głuchota jest spowodowana przez czynniki działające na rozwinięte narządy, to takie uszkodzenia określa się jako fetopatie. Zakażenia, które mogą spowodować utratę słuchu w taki sposób, to:
- kiła
- toksoplazmoza.

### Głuchota nabyta
Spowodowana wcześniejszym bądź patologicznym porodem, urazami mechanicznymi powstałymi podczas porodu. Powodują ja także czynniki występujące w dalszym rozwoju, m.in.: ostre lub przewlekłe choroby ucha, choroby zakaźne, choroby wysokogorączkowe (zapalenie opon mózgowych), antybiotyki, urazy chemiczne, mechaniczne oraz psychiczne.

### Głuchota dziedziczna
Głuchota dziedziczna – gdy głuchota występowała wcześniej u innych członków rodziny i zależy od określonych genów; może być dziedziczona autosomalnie recesywnie lub autosomalnie dominująco i występuje jako wada odosobniona lub w zespołach wad.
- Zespoły dominujące, w których występują uszkodzenia słuchu to np. zespół Sticklera, zespół Waardenburga.
- Zespoły recesywne, w których występują uszkodzenia słuchu to np. zespół Pendreda, zespół Ushera.

W niektórych przypadkach możliwe jest leczenie chirurgiczne. Osoby niedosłyszące mogą poprawić swoją zdolność słyszenia za pomocą aparatów słuchowych.
Funkcjonowanie psychiczne osób głuchych jest przedmiotem działu psychologii – surdopsychologii, natomiast ich nauczanie – działu pedagogiki – surdopedagogiki. Osoby głuche znacznie skuteczniej niż językami fonicznymi mogą się posługiwać językami migowymi.
W środowiskach osób głuchych od urodzenia istnieje bardzo silne negatywne nastawienie do ujmowania głuchoty jako choroby bądź niepełnosprawności. Takie ujęcie odbierane jest jako stygmatyzujące. Szczególnie w Ameryce (środowisko Uniwersytetu Gallaudeta) akcentuje się istnienie tzw. „kultury Głuchych” (Głuchych pisane wielką literą), a więc grupy społecznej o odrębnym języku (migowym), własnych obyczajach i tradycjach. W Szwecji głusi (Głusi) traktowani są jako mniejszość językowa.

### Częściowa głuchota
Głuchota częściowa (ang. Partial Deafness) – rodzaj niedosłuchu, w którym chory ma znacznie zaburzone odczuwanie tonów wysokich, natomiast prawidłowe lub tylko nieznacznie ograniczone odczuwanie tonów niskich. Częściowa głuchota dotycząca obu uszu stanowi znaczny problem dla chorych, ponieważ zaburza w znacznym stopniu prawidłowe funkcjonowanie takiego chorego w społeczeństwie. Przykład: chory z częściową głuchotą słyszy pukanie do drzwi, natomiast wysoki dźwięk dzwonka telefonu jest przez niego niesłyszalny.
Przyczyny częściowej głuchoty nie są do końca poznane jednak wydaje się, że są podobne do tych, które powodują utratę słuchu.

## Podział ze względu na moment powstania w stosunku do możliwości posługiwania się językiem
Ze względu na moment powstania w stosunku do możliwości posługiwania się językiem wyróżnia się:
- głuchotę prelingwalną
- głuchotę perilingwalną
- głuchotę postlingwalną

## Klasyfikacja ICD10
| kod ICD10     | nazwa choroby |
| ------------- | --- |
| ICD-10: H90   | Upośledzenie słuchu przewodzeniowe i czuciowo-nerwowe                                                                     |
| ICD-10: H90.0 | Upośledzenie słuchu przewodzeniowe obustronne                                                                             |
| ICD-10: H90.1 | Upośledzenie słuchu przewodzeniowe jednostronne bez upośledzenia słuchu po stronie przeciwnej                             |
| ICD-10: H90.2 | Upośledzenie słuchu przewodzeniowe, nieokreślone                                                                          |
| ICD-10: H90.3 | Upośledzenie słuchu czuciowo-nerwowe obustronne                                                                           |
| ICD-10: H90.4 | Upośledzenie słuchu czuciowo-nerwowe jednostronne bez upośledzenia słuchu po stronie przeciwnej                           |
| ICD-10: H90.5 | Upośledzenie słuchu czuciowo-nerwowe, nieokreślone                                                                        |
| ICD-10: H90.6 | Upośledzenie słuchu mieszane przewodzeniowe i czuciowo-nerwowe obustronne                                                 |
| ICD-10: H90.7 | Upośledzenie słuchu mieszane przewodzeniowe i czuciowo-nerwowe jednostronne bez upośledzenia słuchu po stronie przeciwnej |
| ICD-10: H90.8 | Upośledzenie słuchu mieszane przewodzeniowe i czuciowo-nerwowe, nieokreślone                                              |
| ICD-10: H91   | Inne rodzaje upośledzenia słuchu                                                                                          |
| ICD-10: H91.0 | Upośledzenie słuchu ototoksyczne                                                                                          |
| ICD-10: H91.1 | Presbyacusis (upośledzenie słuchu starcze)                                                                                |
| ICD-10: H91.2 | Nagłe idiopatyczne upośledzenie słuchu                                                                                    |
| ICD-10: H91.3 | Głuchoniemota niesklasyfikowana gdzie indziej                                                                             |
| ICD-10: H91.8 | Inne określone postacie upośledzenia słuchu                                                                               |
| ICD-10: H91.9 | Ubytek słuchu, nieokreślony                                                                                               |